# Martine Florent
Martine Florent (26 juni 1960 - 31 mei 2015) was een Belgische atlete. Ze was gespecialiseerd in het speerwerpen en behaalde acht Belgische titels.

## Biografie
Florent werd tussen 1982 en 1990 acht maal Belgisch kampioene speerwerpen. In 1990 kwam ze tot op 8 cm van het Belgisch record van Leen Wuyts. Het jaar nadien ging het, vanwege problemen met de coördinatie, bergaf met de prestaties en ze stopte met atletiek. De oorzaak werd later gediagnosticeerd: ze leed aan Multiple sclerose.

### Clubs
Florent was aangesloten bij CS Vorst.

## Belgische kampioenschappen
| Onderdeel   | Jaar                                           |
| ----------- | ---------------------------------------------- |
| speerwerpen | 1982, 1983, 1985, 1986, 1987, 1988, 1989, 1990 |

## Persoonlijk record
| Onderdeel   | Prestatie | Datum | Plaats |
| ----------- | --------- | ----- | ------ |
| speerwerpen | 54,42 m   | 1990  |        |

## Palmares

### speerwerpen
- 1981:  BK AC - 45,04 m
- 1982:  BK AC - 47,98 m
- 1983:  BK AC - 46,78 m
- 1985:  BK AC - 45,42 m
- 1986:  BK AC - 47,90 m
- 1987:  BK AC - 49,04 m
- 1988:  BK AC - 52,66 m
- 1989:  BK AC - 47,88 m
- 1990:  BK AC - 47,98 m
- 1991:  BK AC - 45,46 m

## Onderscheidingen
- 1986: Grand Prix LBFA